# Hiperboloida
| Hiperboloida jednopowłokowa | powierzchnia stożkowa pomiędzy | Hiperboloida dwupowłokowa |

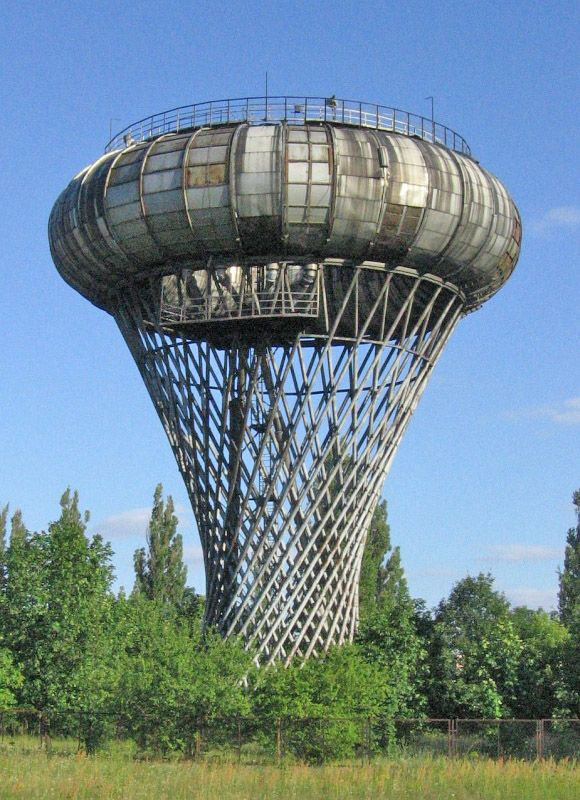
Hiperboloidowa wieża ciśnień w Ciechanowie

Hiperboloida – nieograniczona, nierozwijalna powierzchnia drugiego stopnia (kwadryka), powstała przez obrót hiperboli wokół osi symetrii hiperboli rozłącznej z nią (hiperboloida jednopowłokowa) lub osi prostopadłej do poprzedniej, przechodzącej przez oba wierzchołki hiperboli (hiperboloida dwupowłokowa), a także każda otrzymana z takiej przez przekształcenie afiniczne przestrzeni. Każda hiperboloida ma środek symetrii oraz co najmniej trzy osie i trzy płaszczyzny symetrii.

## Równania hiperboloidy
Można ją opisać wzorem
{\displaystyle {\frac {x^{2}}{a^{2}}}+{\frac {y^{2}}{b^{2}}}-{\frac {z^{2}}{c^{2}}}=1}  (hiperboloida jednopowłokowa)
lub
{\displaystyle {\frac {x^{2}}{a^{2}}}+{\frac {y^{2}}{b^{2}}}-{\frac {z^{2}}{c^{2}}}=-1}  (hiperboloida dwupowłokowa).
Równanie hiperboloidy można sparametryzować poprzez funkcję {\displaystyle f\colon \mathbb {R} ^{2}\to \mathbb {R} ^{3}} daną wzorem:
{\displaystyle f(s,t)=\left(a\,{\sqrt {s^{2}+1}}\cos t,\,b\,{\sqrt {s^{2}+1}}\sin t,\,cs\right)} (dla hiperboloidy jednopowłokowej)
lub
{\displaystyle f(s,t)=\left(a\,{\sqrt {s^{2}-1}}\cos t,\,b\,{\sqrt {s^{2}-1}}\sin t,\,cs\right)} (dla hiperboloidy dwupowłokowej).
Obie hiperboloidy są asymptotyczne do powierzchni stożka o równaniu
{\displaystyle {\frac {x^{2}}{a^{2}}}+{\frac {y^{2}}{b^{2}}}-{\frac {z^{2}}{c^{2}}}=0.}

## Szczególne przypadki
Hiperboloidę obrotową otrzymuje się tylko gdy {\displaystyle a^{2}=b^{2}.} W przeciwnym razie osie symetrii są jednoznacznie określone (z dokładnością do zamiany osi x z osią y).
Hiperboloida jednopowłokowa zwana też hiperboloidą hiperboliczną ma ujemną krzywiznę Gaussa w każdym punkcie. Implikuje to, że każda powierzchnia styczna do niej zawiera dwie proste, leżące w hiperboloidzie – hiperboloida ta jest więc powierzchnią prostokreślną.
Hiperboloida dwupowłokowa zwana hiperboloidą eliptyczną ma dodatnią krzywiznę Gaussa w każdym punkcie. Dlatego jest powierzchnią wypukłą w tym sensie, że powierzchnia styczna w każdym punkcie przecina tę powierzchnię tylko w punkcie styczności.

## Zastosowanie kształtu
W XIX wieku kształt hiperboloidy obrotowej nadawano panoramom malarskim dla spotęgowania efektu zacierania się granicy między powierzchnią płótna a przestrzenią przed nim. Jednym z przykładów takiego zastosowania jest Panorama Racławicka. Także koła zębate przekładni hipoidalnych mają kształt hiperboloidy dwupowłokowej, a jej nazwa prawdopodobnie powstała ze skrótu: hiperboloidalna > hipoidalna.